# Hydaticus litigiosus
Hydaticus litigiosus är en skalbaggsart som beskrevs av Régimbart 1880. Hydaticus litigiosus ingår i släktet Hydaticus och familjen dykare. Inga underarter finns listade i Catalogue of Life.